# Neamblysomus
Neamblysomus es un género de mamíferos afroterios del orden Afrosoricida. Se conocen como topos dorados y son propios de Sudáfrica.

## Especies
Se reconocen las siguientes:
- Neamblysomus gunningi (Broom, 1908)
- Neamblysomus julianae Meester, 1972